# Arvada (Wyoming)
Arvada é uma Região censo-designada localizada no estado norte-americano de Wyoming, no Condado de Sheridan.

## Demografia
Segundo o censo norte-americano de 2000, a sua população era de 33 habitantes.

## Geografia
De acordo com o United States Census Bureau tem uma área de 
5,5 km², dos quais 5,5 km² cobertos por terra e 0,0 km² cobertos por água. Arvada localiza-se a aproximadamente 1119 m acima do nível do mar.

## Localidades na vizinhança
O diagrama seguinte representa as localidades num raio de 68 km ao redor de Arvada. 